# Кастелбажак
Кастелбажак (фр. Castelbajac) насеље је и општина у јужној Француској у региону Миди Пирене, у департману Горњи Пиринеји која припада префектури Тарб.
По подацима из 2011. године у општини је живело 114 становника, а густина насељености је износила 13,9 становника/km². Општина се простире на површини од 8,2 km². Налази се на средњој надморској висини од 520 метара (максималној 546 m, а минималној 362 m).

## Демографија
| 1962. | 1968. | 1975. | 1982. | 1990. | 1999. | 2011. |
| ----- | ----- | ----- | ----- | ----- | ----- | ----- |
| 168   | 168   | 168   | 149   | 141   | 130   | 114   |

График промене броја становника у току последњих година